# Rodern
Rodern je občina v departmaju Haut-Rhin francoske regije Alzacija.
Leta 1990 je v občini živelo 266 oseb oz. 38 oseb/km².